# Anikka Albrite

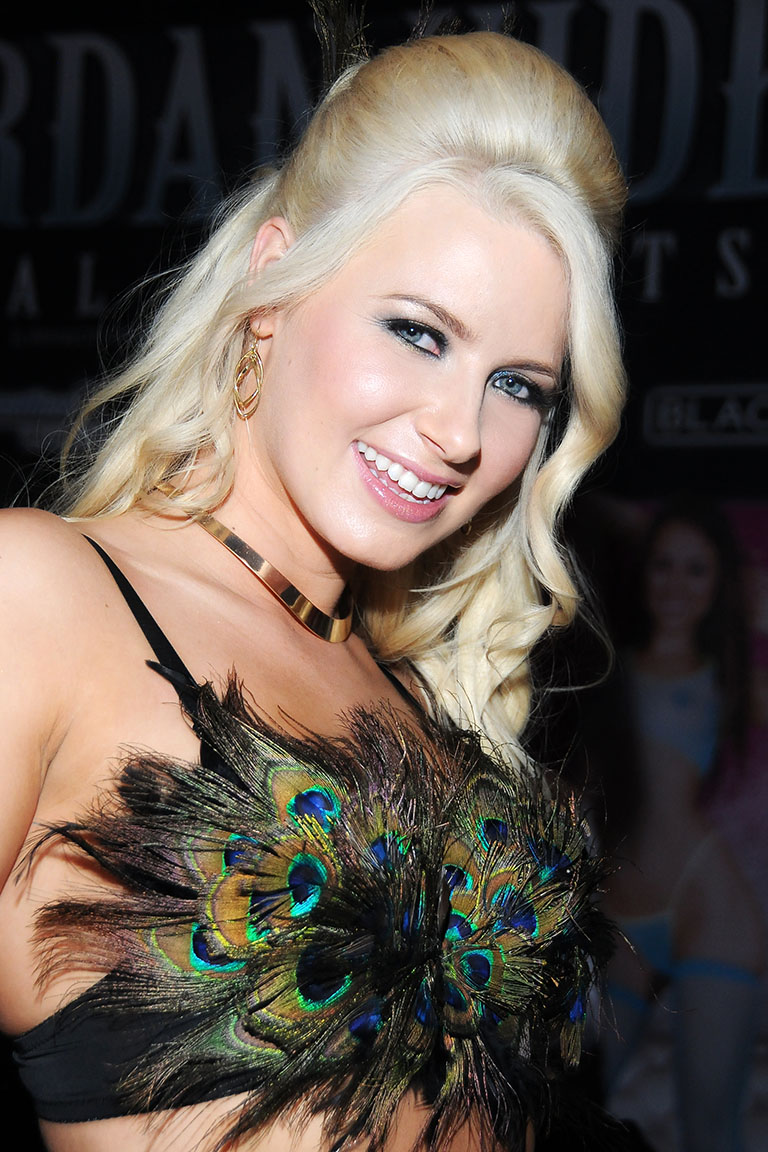
Anikka Albrite (2015)

Anikka Albrite (* 7. August 1988 als Thrace Ardith Allen in Denver, Colorado) ist eine US-amerikanische Pornodarstellerin. 2015 wurde sie mit dem AVN, dem XRCO, dem XBIZ und dem NightMoves Award als Female Performer of the Year ausgezeichnet.

## Leben
Albrite erwarb einen Bachelor-Abschluss in den Hauptfächern Biologie und Wirtschaft. Vor ihrer Karriere in der Pornobranche arbeitete sie in Kliniken und modelte für Werbung. Sie begann im Jahr 2011 im Alter von 23 Jahren die ersten Hardcorefilme zu drehen und schloss sich der Agentur OC Modeling an.
Im Jahr 2013 wurde sie von LA Weekly auf Platz eins der Liste der „10 Porn Stars Who Could Be the Next Jenna Jameson“ gesetzt. 2014 führte man sie auch auf der CNBC-Liste „The Dirty Dozen: Porn’s Most Popular Stars“. Seit 2014 ist sie mit Mick Blue verheiratet. Im gleichen Jahr wurde sie bei den AVN Awards in drei Kategorien ausgezeichnet. Sie hat bisher Filme für eine Reihe namhafter Studios gedreht, wie beispielsweise Evil Angel, Wicked Pictures, Digital Playground, Elegant Angel, Jules Jordan Video, Magmafilm und Greywood Entertainment. Zudem hat sie Szenen für die Website kink.com gedreht.
Anikka Albrite wird häufig für Rollen in Pornoparodien gecastet, wie beispielsweise für die Rolle der Sera in OMG … It’s the Leaving Las Vegas Parody, einer Parodie auf den Film Leaving Las Vegas, für die Rolle der Glina the Good Witch in Not the Wizard of Oz XXX und die Rolle der Daenerys Targaryen in Game of Bones – Winter Is Cumming.

## Filmografie(Auswahl)
Die Internet Adult Film Database (IAFD) listet bis heute (Stand: Juli 2020) 533 Filme auf, in denen sie mitgespielt hat.
- 2012–2013: Slutty and Sluttier 18, 19, 20
- 2012: Oil Overload 6
- 2012: The Bombshells 4
- 2012: Mandingo Massacre 5
- 2012: Tanlines
- 2012: Jada Stevens Is Buttwoman
- 2012: Massive Asses 6
- 2013: Threesome Fantasies Fulfilled 1
- 2013: Game of Bones – Winter Is Cumming
- 2013: Not the Wizard of Oz XXX
- 2013: OMG… It’s the Leaving Las Vegas Parody
- 2013: Porn in the USA
- 2013: Show No Mercy
- 2013: Spandex Loads 6
- 2013: The Brother Load 4
- 2013: Twerking
- 2013: Battle of the Asses 5
- 2014: Apocalypse X
- 2014–2015: Ass Worship 15, 16
- 2014: CFNM Secret 10
- 2014: Sleeping Beauty – An Axel Braun Parody
- 2014: Teens in Tight Jeans 5
- 2014: Wet Asses 3
- 2014: The Dating Game XXX: A Porn Parody
- 2015: Watching My Hotwife 1
- 2015: Wanted
- 2016: Mick Loves Anikka
- 2016: Babysitting The Baumgartners
- 2016: Big Anal Asses 5
- 2017: Car Wash Girls 4
- 2017: Hardcore Threesomes
- 2017: Adventures With The Baumgartners
- 2017: The XXX Rub Down 2
- 2017: Jessica Drake Is Wicked
- 2017: Tori Black Is Back
- 2017: Lesbian Anal Asses
- 2017–2019: I Have A Wife 45, 50
- 2018: Pussy Lust 4
- 2018: Women Loving Women
- 2018: Deep Delivery
- 2019: You’re Not Going Anywhere
- 2019–2020: Assparade 70, 73
- 2019: Best Of James Deen’s Sex Tapes
- 2020: Group Sex Is The Best Sex
- 2020: The Wife Next Door
- 2020: Best Asses Ever
- 2020: Girlfriends 3

## Auszeichnungen
- 2013: AEBN VOD Award – Best Newcomer[2]
- 2013: NightMoves Award – Best New Starlet (Fan’s Choice)
- 2014: AVN Award – Best Anal Sex Scene (mit Mick Blue, in Annika)[3]
- 2014: AVN Award – Best Tease Performance (in Annika)
- 2014: AVN Award – Best Three-Way Sex Scene – B/B/G (mit James Deen & Ramon Nomar)
- 2015: XBIZ Award – Female Performer of the Year
- 2015: AVN Award – Female Performer of the Year[4]
- 2015: AVN Award – Best All-Girl Group Sex Scene (Anikka Albrite, Dani Daniels & Karlie Montana in „Anikka 2“)[4]